# Церковь Святого Иоанна (Изерлон)
Церковь Святого Иоанна (нем. Johanneskirche) — евангелическая церковь в районе Нусберг (нем. Nußberg) города Изерлон; здание было заложено в 1959 году, а в 2017 году церковь была занесена в список городских памятников.

## История и описание
Церковь Святого Иоанна в районе Нусберг была построена по проекту архитектора из Изерлона Эрнста Доссмана (нем. Ernst Dossmann, род. 1926): она была заложена 26 сентября 1959 года, а освящение состоялось 6 ноября 1960 года. Главное здание храма представляет собой крестообразную железобетонную конструкцию с кирпичной кладкой; боковые стороны не имеют оконных проемов. Двускатная крыша крыша здания имеет наивысшую точку в центре нефа и трансепта. Под основным залом здания расположен подвал, разделенный на несколько комнат; лестница на западном стороне храма ведет к колокольне высотой 40 метров с шатровой крышей (нем. rhombischen Pyramidendach). В колокольне расположены три бронзовых колокола, которые были отлиты в мастерской «Petit & Gebr. Edelbrock» (Гешер). Западный фронтон здания украшен сграффито за авторством Эдиты Пруц-Гют (нем. Edith Prutz-Güth, 1928—2008) из города Шверте: роспись содержит символические изображения Иоанна Крестителя и Иоанна Евангелиста. Над частью нефа, на крыше, установлены солнечные батареи.
Помещение церкви, отличающееся крупным хором и хорошей акустикой, вмещает 450 человек и не имеет богатого убранства. Чтобы добавить теплых оттенков в интерьер, церковные скамьи, алтарь и кафедра были выполнены из красного дерева (секвойи). Орган, созданный по проекту мастера Пауля Отто (нем. Paul Ott, 1903—1991), расположен справа от основного прохода и имеет 1250 труб: диаметром от 10 миллиметров до 2,70 метров. В 2017 году церковь была занесена в список архитектурных памятников Изерлона.